# دورا أوربوس
دورا أوروبوس -الصالحية مدينة أثرية سورية تقع في بادية الشام قرب دير الزور. وتضم أول كنيسة منزلية في العالم، ورسومات كنيس يهودي تعتبر الأجمل.
كانت «دورا أوربوس» مدينة بابلية، ولكن مع سقوط بابل عام 538 ق.م بيد الفرس بقيادة كورش تشكلت إمبراطورية فارسية على أنقاض إمبراطورية بابل شاملة الهلال الخصيب، وبالتدريج استطاعت أن تضم العالم المتمدن آنذاك الممتد من مصر عبر سوريا والمدن الأيونية في آسيا الصغرى إلى البنجاب في الهند، والجدير ذكره هنا أن اللغة الرسمية للإمبراطورية الفارسية كانت اللغة الآرامية حيث كانت اللغة العالمية آنذاك. عام 333 ق. م وقعت معركة أسوس بين الفرس والمقدونيين بقيادة الإسكندر المقدوني، وانتصر المقدونيون لتبدأ مرحلة جديدة في تاريخ المشرق العربي.
أعيد بناء دورا أوروبوس من قبل السلوقيين عام 300 ق.م وسموها «أوروبوس» نسبة إلى مدينة في مقدونيا تحمل نفس الاسم، ومن ثم ضمها الرومان إلى دولتهم عام 165م وقاموا بتحصينها، قبل أن يحتلها الساسانيون ويدمروها عام 256م.

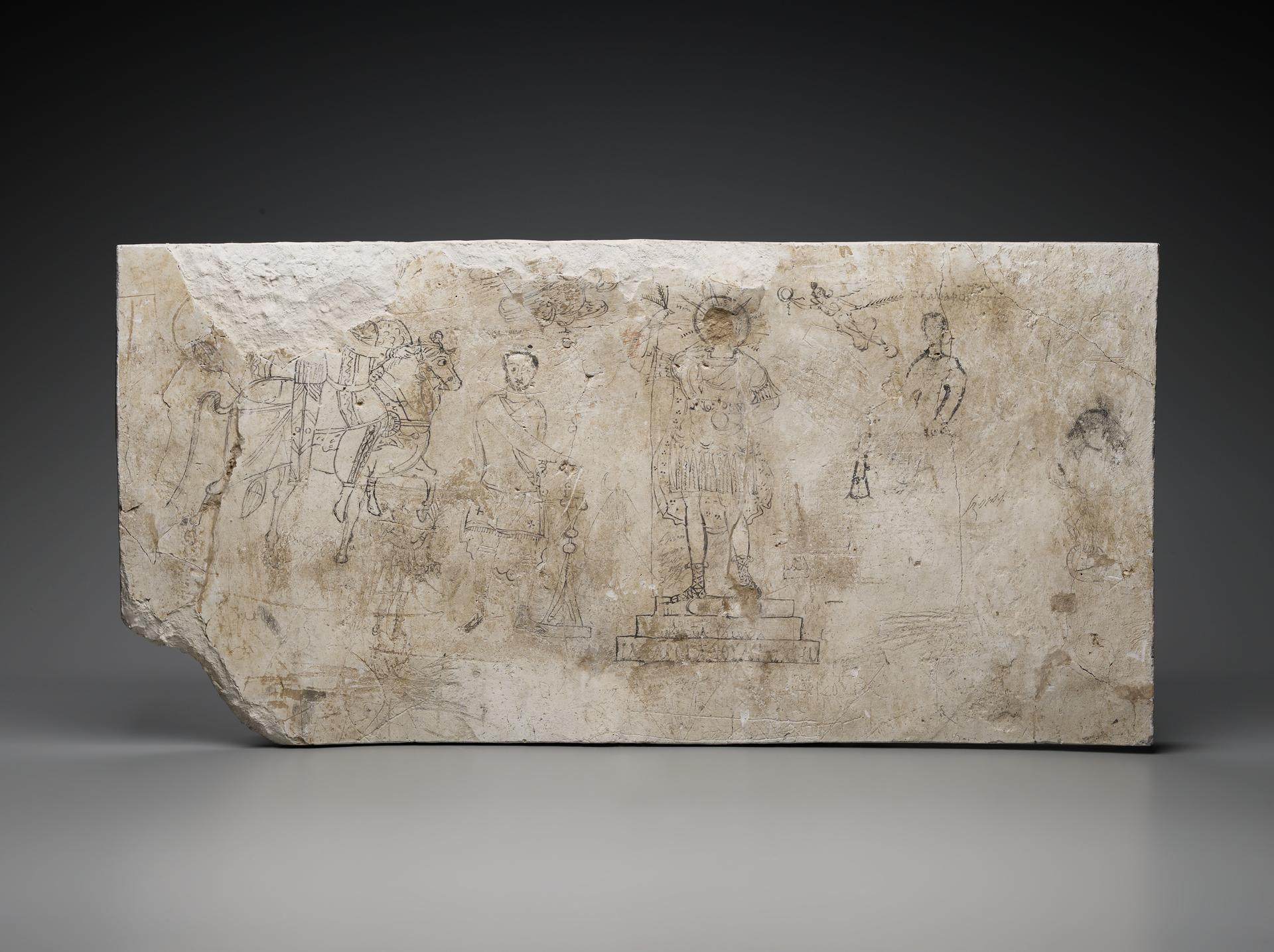
لوحة عثر عليها في معبد أرتميس أزاناثكونا في دورا أوريبوس تُظهِر إله الشمس التدمري يرحبل واقفًا على قاعدة ويرتدي زيًا عسكريًا رومانيًا، وتحيط أشعة الشمس برأسه ويمسك بحزمة من سنابل القمح في يده.

ورغم أن تاريخ هذه المدينة تراوح بالانتماء بين البابلية والسلوقية والرومانية إلا أن ثقافة أهلها بقيت متأثرة بالحضارة السريانية والتدمرية المحيطة بها. لقد استعاض السلوقيون عن تدمر بدورا أوروبوس، التي أصبحت المحطة السورية الأولى لطريق الحرير القادم من الصين ومن ثم إلى حمص إلى الساحل السوري على البحر الأبيض المتوسط، الذي كان بحق بحيرة سورية كبيرة، حيث أن البحارة السوريين جعلوا منه ليس فقط مكانا لمرور القوافل والمبادلات التجارية من الساحل السوري إلى أوروبا والعالم، بل ملتقى للأفكار والمبتكرات والمعتقدات والتمازج الثقافي.
خلال القرون الثلاثة الأولى من تأسيسها تحولت دورا أوروبوس إلى مدينة حضارية مهمة، امتزجت بها حضارات العالم القديم بحكم وقوعها على طريق الحرير في وسط سوريا، وبالتالي أصبحت مركز مهم للتجارة والصناعة والزراعة، حيث أصبحت تشرف على الأراضي الخصبة ما بين النهرين، ويدل على ذلك عدد المباني الإدارية المحيطة بالسوق المركزي، إضافة إلى توسيع سور المدينة ليحوي المزيد من البيوت والمباني، والعديد من المعابد المنتشرة في أرجاء المدينة.

## الموقع
دورا أوروبوس هذة المدينة الأثرية السورية الهامة في وسط بادية الشام ومحاطة بثلاث هضاب ووادي مما جعل منها موقع عسكري ممتاز، ومن ناحية الغرب تطل على البادية السورية وصولاً حتى تدمر التي كانت تربطها منها روابط وثيقة تركت آثاراً واضحة على الصعيد التجاري والثقافي والعسكري، وكسائر المدن القديمة كانت دورا أوروبوس محاطة بسور مع أبراج مراقبة، ومن أهم بواباتها التي بقيت صامدة حتى اليوم بوابة تدمر، وكان لديها بوابة أخرى تطل على الفرات ولكنها تآكلت بفعل العوامل الجوية والمياه. في العصور الأولى لتأسيس المدينة لم تكن دورا أوروبوس مدينة حربية مهمة، بل ربما كان فيها مجموعة من الجنود لحراسة طريق القوافل، ويرجح أن معظم هؤلاء الجنود كانوا يتبعون إدارياً لمملكة تدمر، في العصر الروماني اختلف وضع مدينة دورا أوروبوس كلياً، حيث كانت تدور معارك طاحنة بين الرومان والفرس، وفي عام 200م تحولت المدينة إلى معسكر حدودي ذو أهمية إستراتيجية بالنسبة للرومان لتدمير حكم السلالة الأرشكية.
عام 230م تحولت روما إلى وضع دفاعي، بعد أن نجح الساسانيون في تولي زمام الحكم في فارس، وقاموا بتدمير دورا أوروبوس تدميرا كبيراً لتصبح منطقة مهجورة منذ ذاك التاريخ حتى عام 1920 تاريخ بدء التنقيب عن آثار هذه المدينة.

## المدينة الأثرية

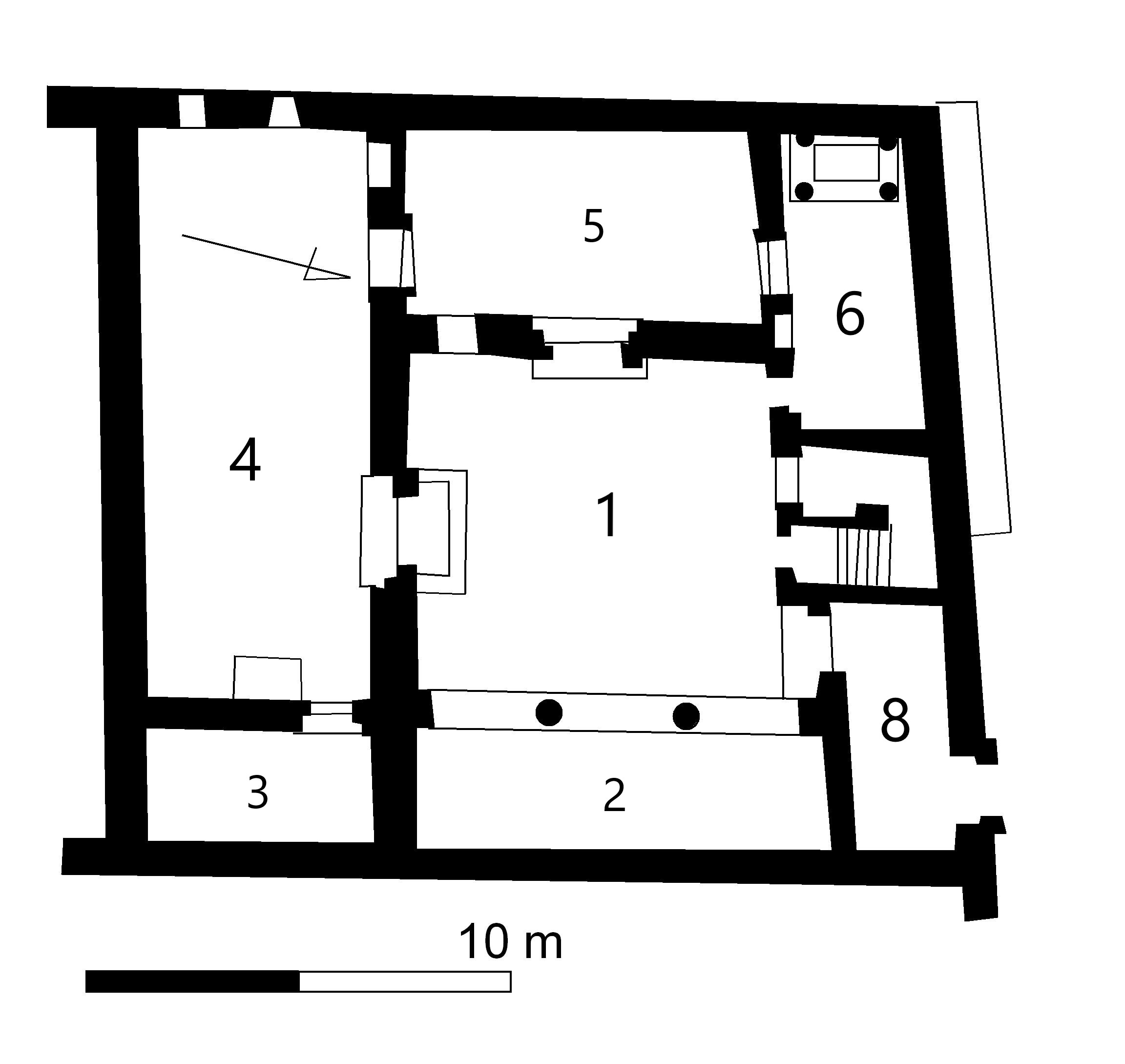
خريطة منزل كنيسة دورا أوربوس

تمتد حدود المدينة الأثرية على حوالي 1 كم من الشمال إلى الجنوب، وحوالي 700 متر من مجرى نهر الفرات حتى حائط الصحراء أي حوالي الـ 50 هكتار. وتقع قبور المدينة إلى الغرب في حين يوجد مباني خدمية ومكب للنفايات خارج بوابة تدمر وخارج أسوار المدينة.
داخل سور المدينة يوجد العديد من الآثار التي تم الكشف عنها، وهي تعود بمجملها للفترة الأخيرة من تاريخ المدينة وخصوصاً الحقبة الرومانية، حيث أن الرومان اعتنوا بها واعتبروها خط دفاع ونقطة حماية رئيسية.

## السكان
كانت المدينة خليط من السكان السوريين بشكل عام واليونان والفرس والرومان والبربر القادمين مع الجنود الرومان وحضارات الشرق الأقصى من خلال وقوعها على طريق الحرير، ومن وجود ديانات عدة، بدءاً ببعل والآلهة المحلية السورية ومن ثم الآلهة اليونانية والفارسية والرومانية، واليهودية والمسيحية التي أنشئت في دورا أوروبوس أول كنيسة ويمكن القول بأن دورا أوروبس وخلال كل فترات وجودها كان يوجد فيها ما لا يقل عن خمس ديانات في آن واحد.
لقد ساهم في بناء هذه الحالة، التسامح الكبير الذي تمتعت به هذه المدينة، وهذا ما يظهر في جدارياتها التي تصور الحياة اليومية لأهل هذه المدينة، جامعة بين مختلف الثقافات والأديان في بوتقة واحدة. أهم ما يلفت النظر في دورا أوروبوس هو وجود أربعة عشر معبدا، مما يدل على روح التسامح الديني والتعايش بين الأديان في بلد واحد.
 

## اكتشافات

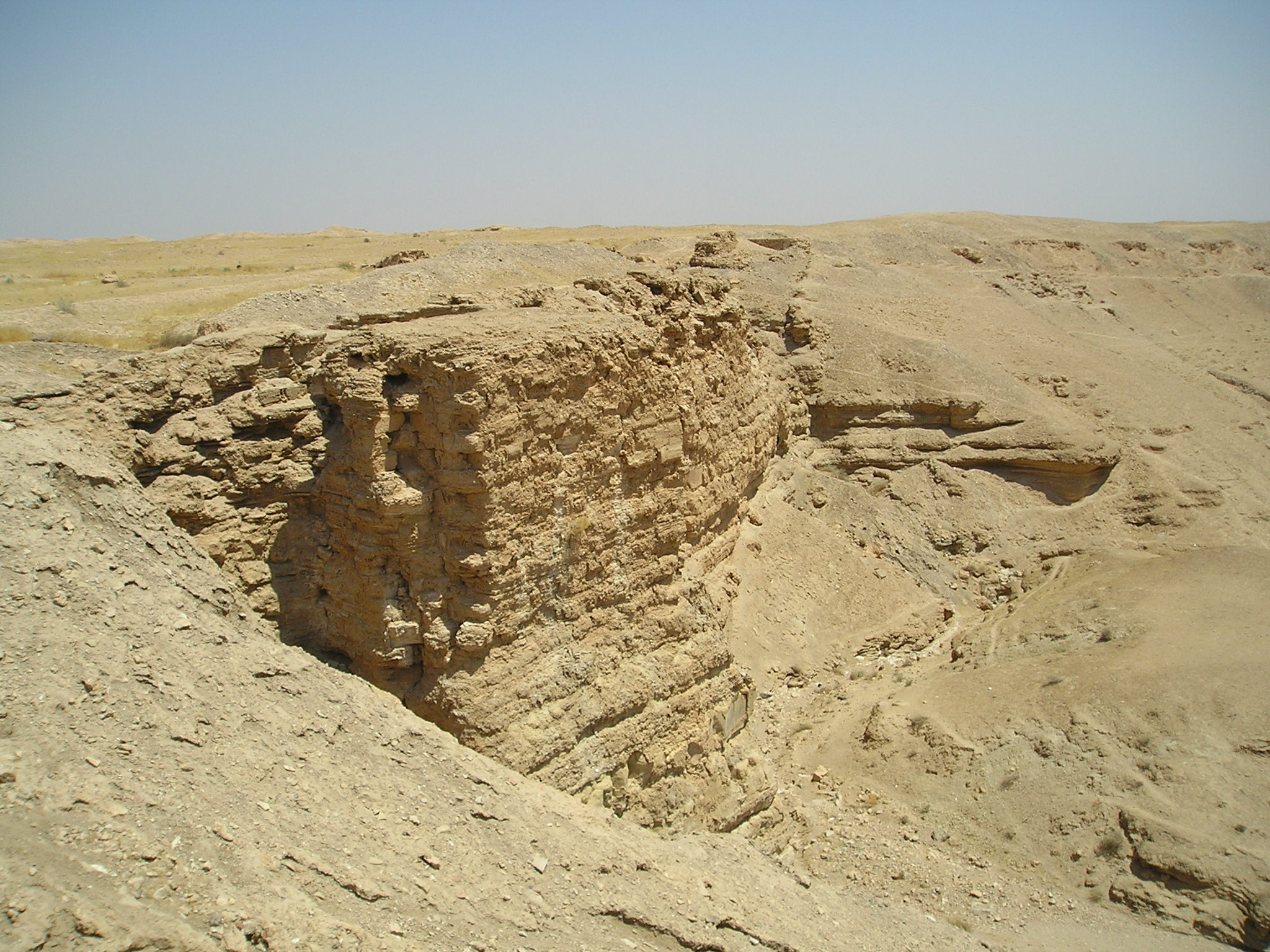
مشهد لأطلال السور جهة الوادي الجنوبي من المدينة الأثرية

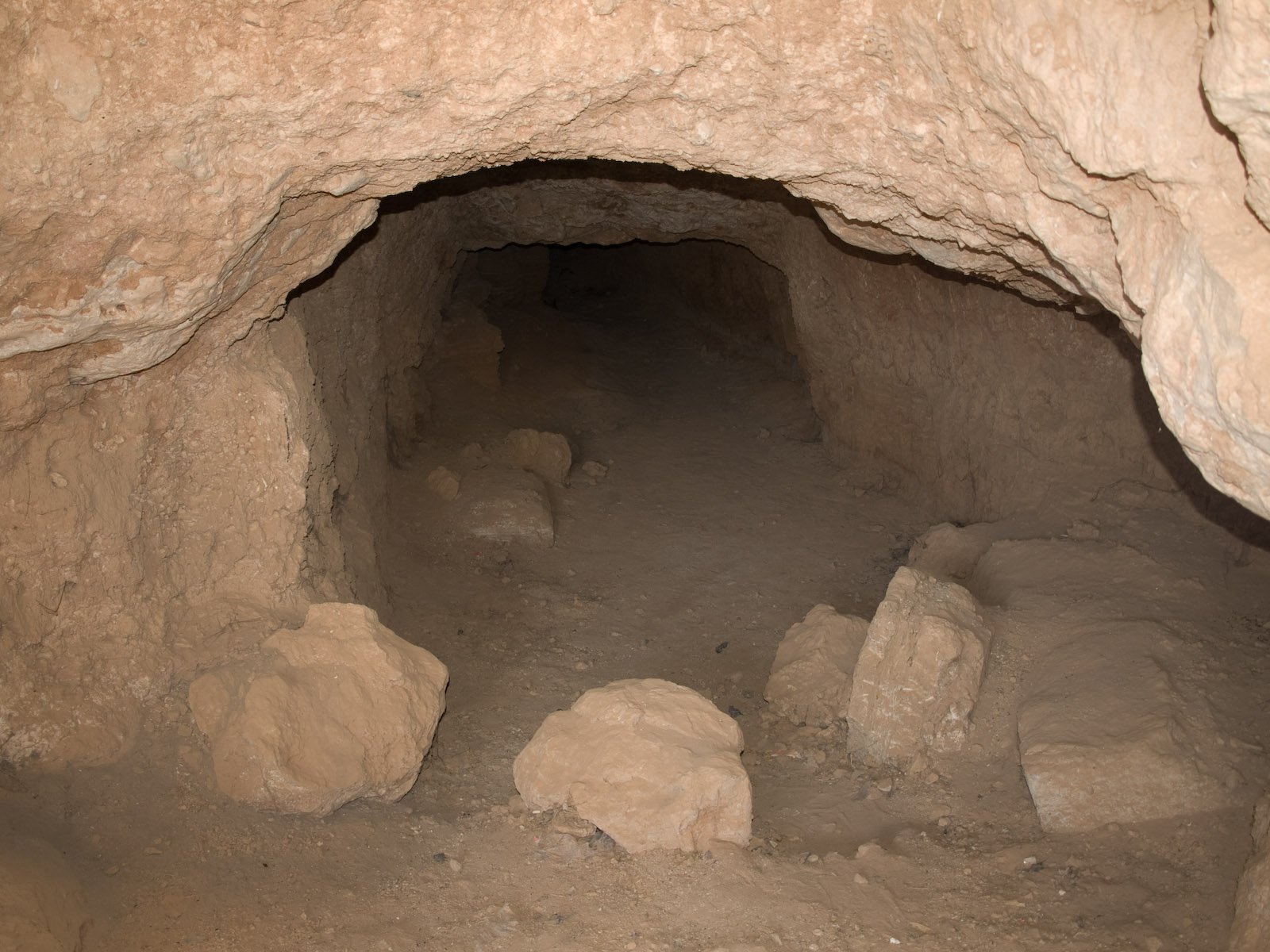
مدخل النفق الروماني في دورا أوربوس

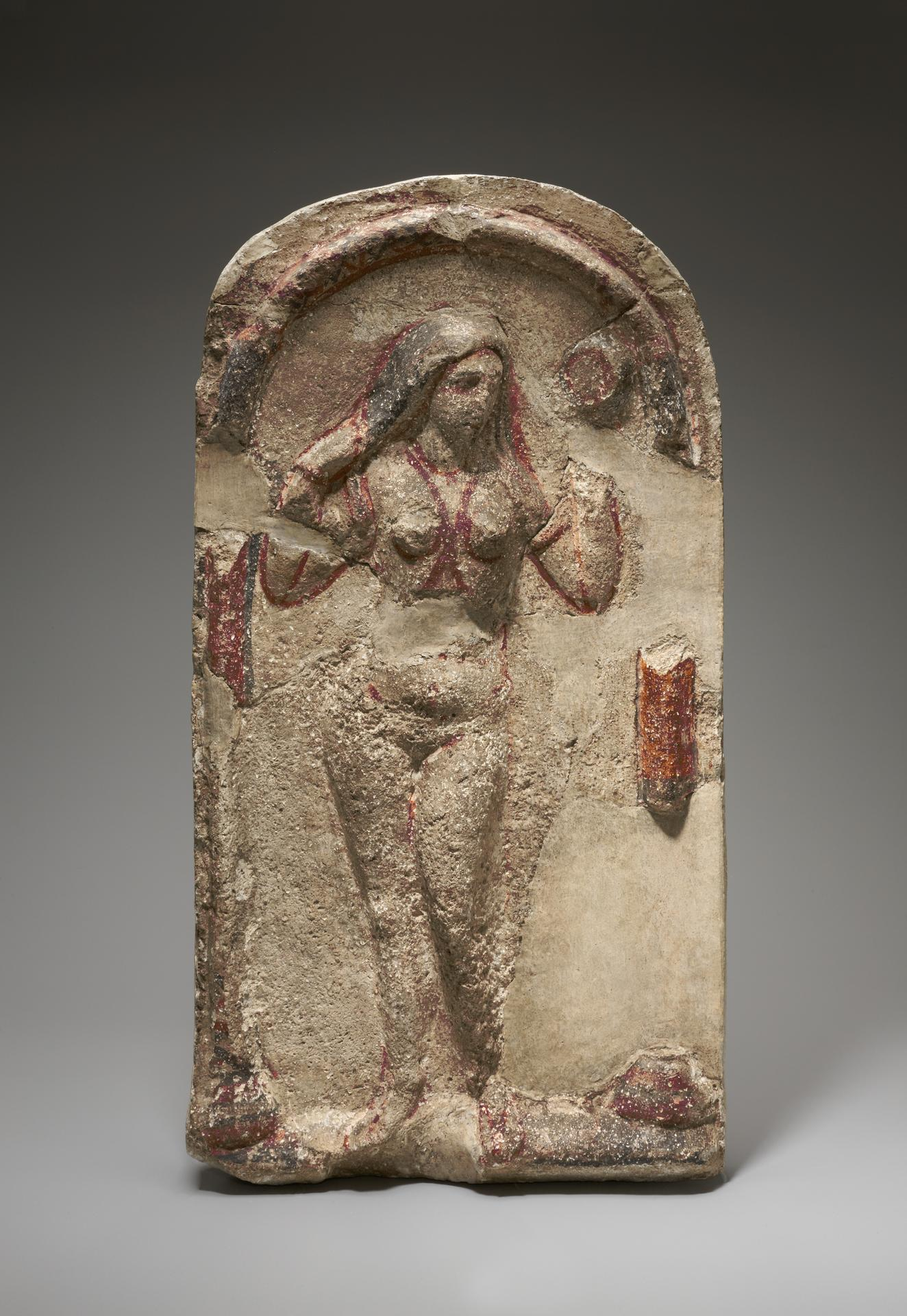
نقش أفروديت الذي عثر عليه في دورا أوربوس

في نيسان عام 1920 قامت الكتيبة الهندية من الجيش الإنجليزي والتي كانت تخوض آخر المعارك في هذه المنطقة من سوريا ضد الجيش العثماني، قامت بحفر خنادق دفاعية بجانب سور المدينة، فتكشف لهم لوحتان جداريتان الأولى تمثل كاهن سوري، والثانية تمثل ضابط روماني يقدم الأضاحي لآلهته.

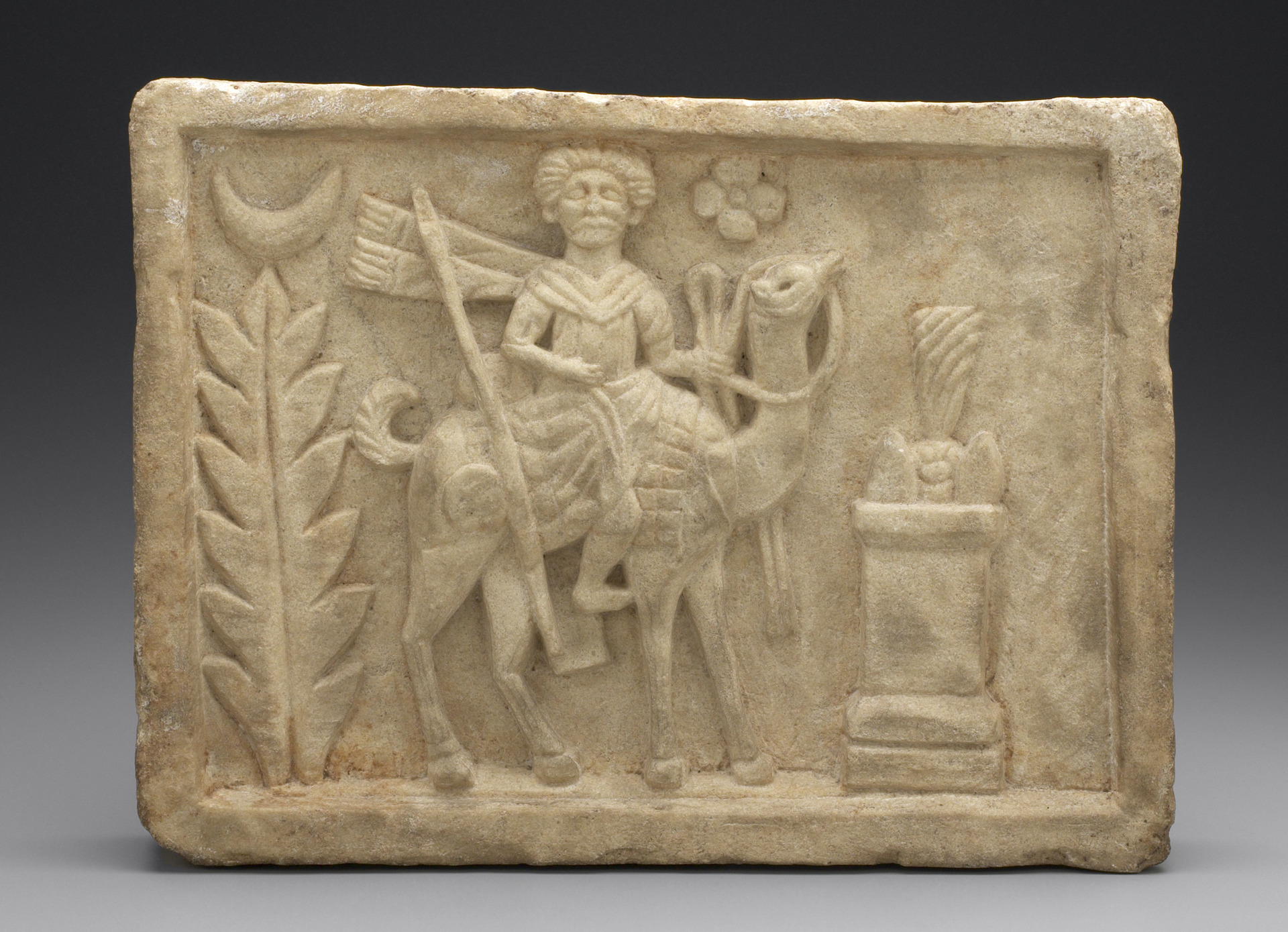
نقش بارز يمثل الإله أرسو من معبد أدونيس في دورا أوربوس

أول عالم آثار عمل في الموقع في ذات العام كان الأمريكي جيمس هنري بريستيد James Henry Breasted وبعد عامين من الاكتشاف بدأت أول حملة تنقيب جدية في الموقع.
بعد ذلك أتى البلجيكي Franze Cumont ومن ثم مشروع فرنسي أمريكي استمر لعشر مواسم من عام 1928 حتى عام 1937 وتوقف لنفوذ موارد تمويله. وأتى بعدهم مشروع روسي ضخم أشرف عليه العالم ميخائيل روستوفتسيف وتم من خلال هذا المشروع اكتشاف معظم الأمور المهمة.
في عام 1980 انطلق مشروع سوري فرنسي ترأّسه من الجانب الفرنسي بيير لوريش Pierre Leriche وتوالى على رئاسة الجانب السوري أسعد المحمود - خليل المفضي- ياسر شوحان.
- المتحف الوطني في دمشق: جداريات المعبد اليهودي والحصان المدرع.
- متحف اللوفر في باريس: لوحات جدارية ومنحوتات.
- جامعة يالي للفنون الجميلة في الولايات المتحدة الأمريكية - نيويورك – New Haven, Connecticut, USA: وهي تحوي العديد من مكتشفات دورا أوروبس، الكثير منها ما زالت تحت الترميم وغير معروضة للعموم.

### كنيس دورا أوروبوس

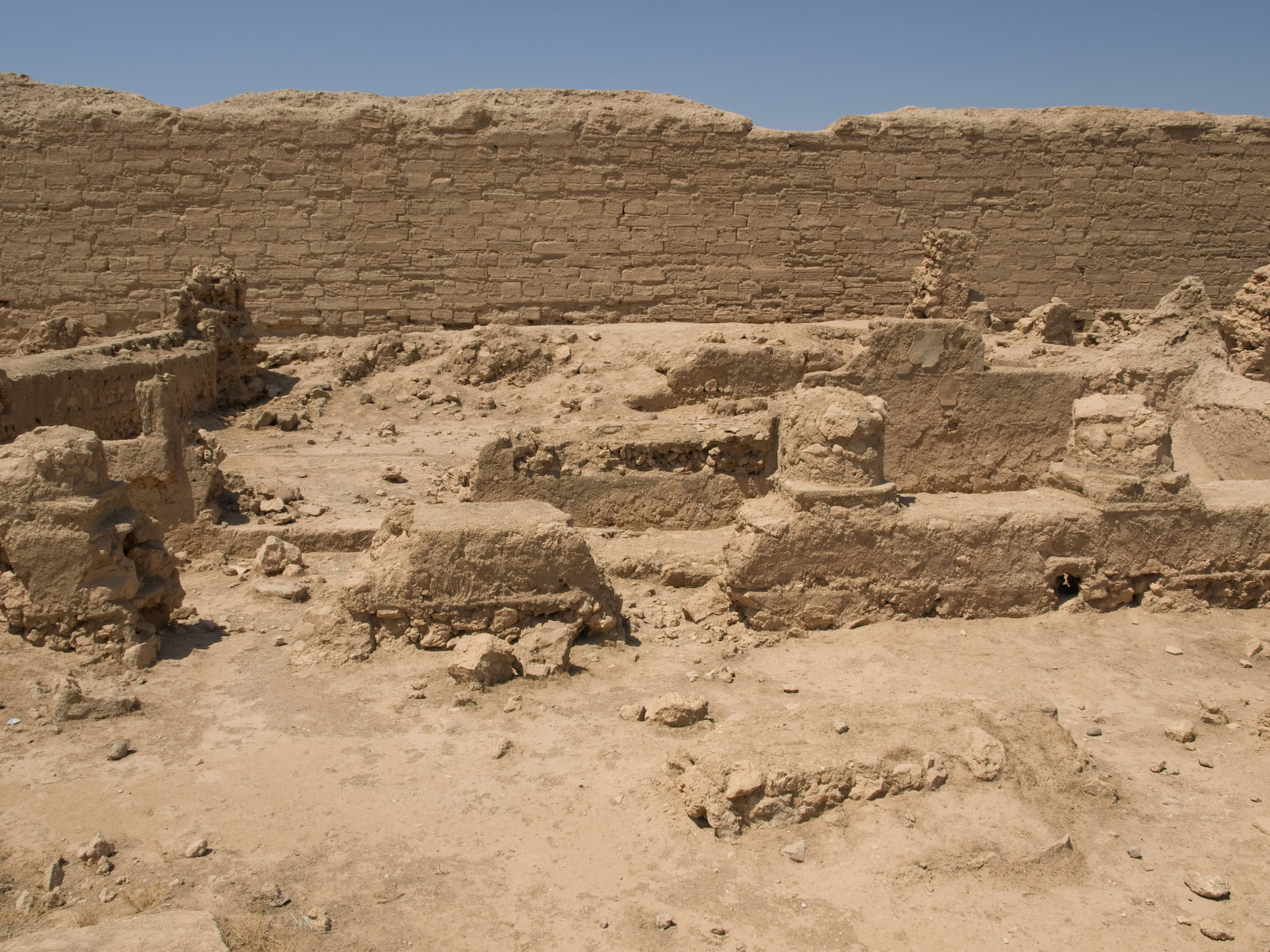
البقايا الأثرية للفناء والرواق الغربي وقاعة الصلاة في كنيس دورا أوروبوس

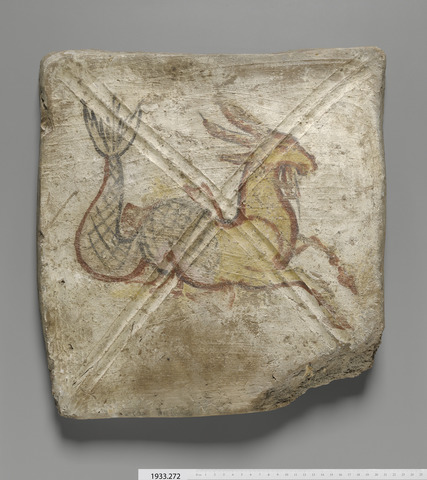
بلاط برج الجدي من سقف كنيس دورا أوروبوس

يتألف الكنيس من باحة تحيط به ثلاث أروقة، وقسم لرجال الدين وقاعة عبادة مستطيلة الشكل ولها بابان، أحدهما رئيسي في الوسط يدخل منه المصلون والجدران الداخلية مزينة برسوم موزعة في أربعة صفوف متوازية، الصفوف الثلاث العلوية عبارة عن مشاهد مقتبسة من العهد القديم، والصف السفلي يمثل صور حيوانات ووجوه لا علاقة له بالمشهد العلوي، وسقف الكنيس مزين بألواح فخارية مربعة الشكل وعليها رسوم نباتية مجسدة في صورة إنسان، وما يميز هذه الرسوم طابعها الفني المحلي. يعود إلى عام 244 م ومن أهم الكتابات الآرامية الموجودة نذكر كتابة سورية آرامية جاء فيها أن هذا المعبد قد شُيّد في سنة 565 سلوقية أي السنة الثانية من تولي الإمبراطور السوري فيليب العربي الحكم.

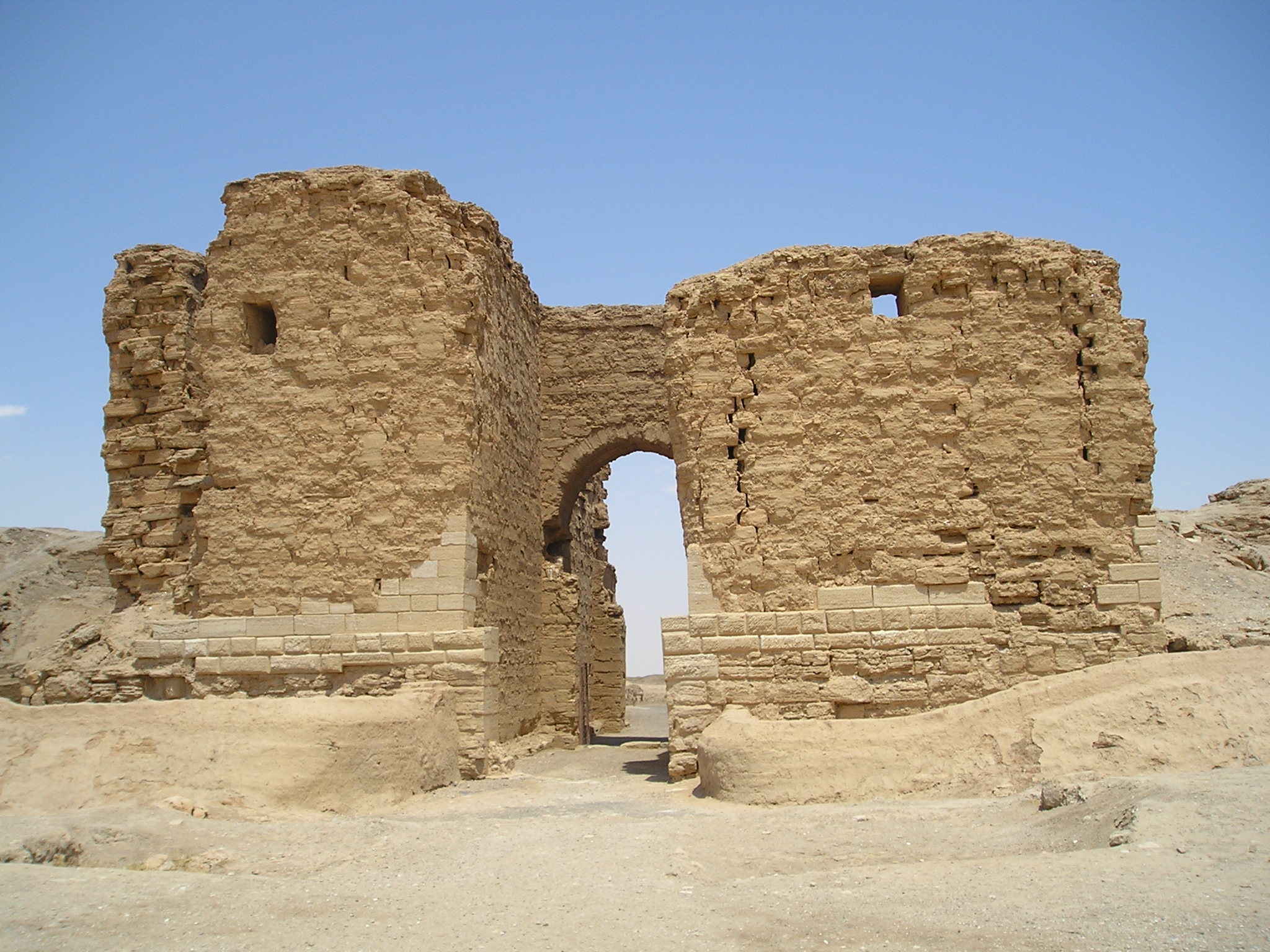
بوابة تدمر

### أول كنيسة منزلية في العالم[6]
دورا أوروبوس تحوي أول كنيسة في العالم مع حوض مخصص للعماد، كذلك عثر في دورا أوروبس على أقدم رسم تصويري للسيد المسيح، هذا الرسم يصور معجزة شفاء المقعد، وهذه اللوحة موجودة حالياً في جامعة يالي في نيويورك. كنيسة منزلية تعود إلى عام (232م).

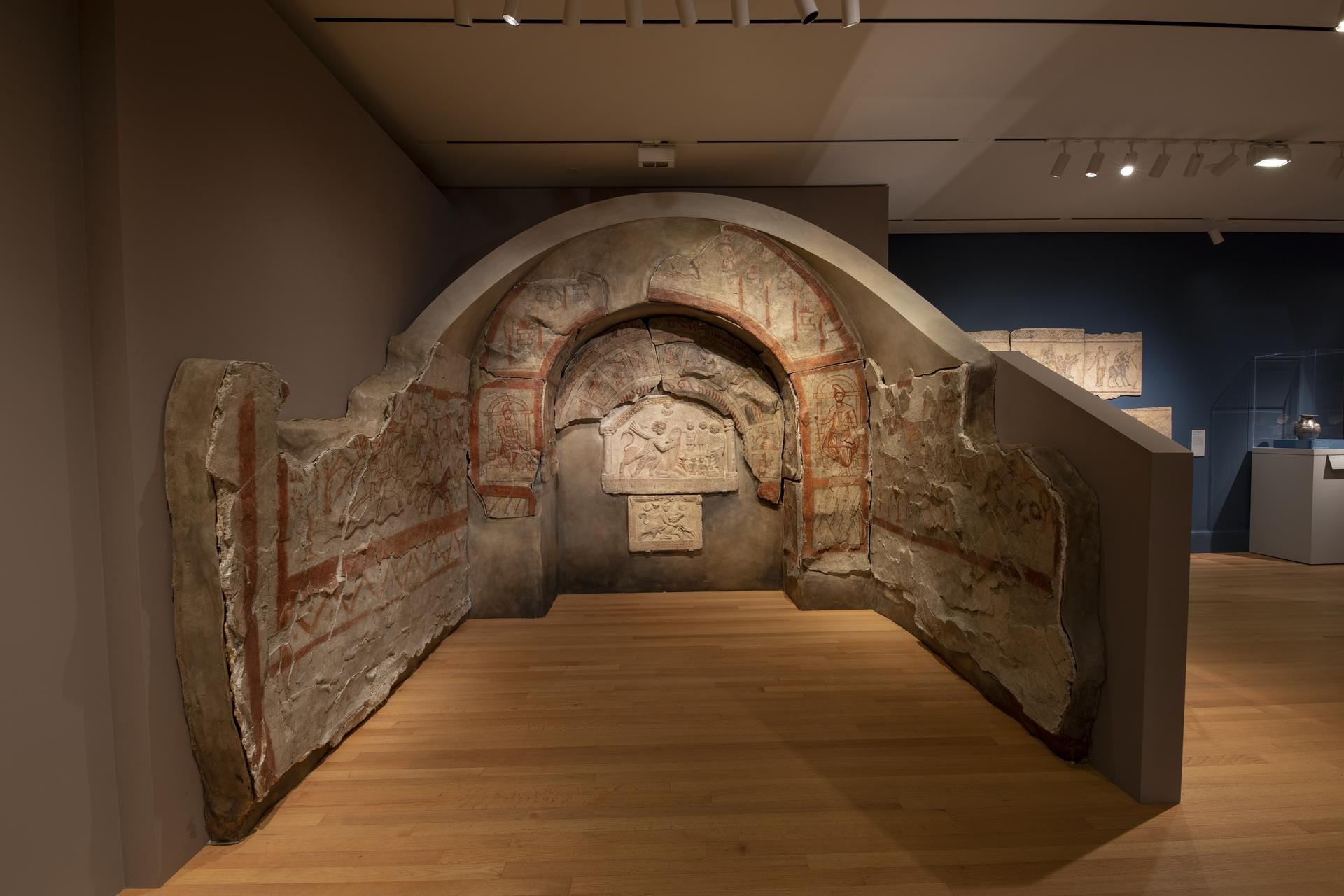
مجسم صمم في جامعة ييل الأمريكية لمعبد ميثرايوم الذي عثر عليه في دورا أوروبوس أثناء أعمال التنقيب في المدينة عام 1934، والذي يعتبر واحدًا من أفضل المباني الدينية الميثراوية المحفوظة والموثقة حتى الآن

في عام 1934 اكتشفت البعثة أمريكية في دورا أوروبوس قطعة من مخطوط كتبه «تاتانيوس السوري»، مؤسس فرقة «المتزهِّدين» وهي واحدة من سبع مذاهب نسكية مسيحية، وهو باللغة اليونانية. وكان قد تُرجِم إلى عدة لغات منها اللاتينية والأرمنية والعربية. وقد علَّق عليه القديس أفرام السرياني (القرن الرابع.م). وهو المخطوط الوحيد المتبقي من كتابات تاتيانوس التي فُقِدَت جميعاً.
الجداريات والرسومات والتي يعتقد العلماء أن بعضها يعود إلى عام 165 بعد ميلاد السيد المسيح تم في آخر الثلاثينيات من القرن العشرين تم قص الجدران التي كانت عليها الرسومات برفق ونقلها قطعة قطعة إلى دمشق، وعرضت في متحف دمشق الوطني.

## جائزة أجمل منتزه أثري في العالم
حصلت مدينة دورا أوروبوس التاريخية الأثرية في سورية والتي تعرف اليوم ب (صالحية الفرات)، على جائزة كارلو سكاريا الدولية للمنتزهات الأثرية لعام 2010. ولقد تسلمت مديرية الآثار السورية الجائزة في حفل أقيم في العاصمة الإيطالية.
و جاء في بيان لجنة التحكيم أنها قررت بالإجماع تخصيص جائزة الدورة الحادية والعشرين (2010) إلى دورا أوروبوس، وعن أسباب منحها الجائزة، تقول اللجنة: «إنها تبدو شرفة مدهشة على ضفة نهر الفرات، وملتقى خصوصيا في الجغرافيا، وفي تاريخ سورية عبر آلاف السنين. وقد جمعت عبر الزمن بصمات رفيعة وفريدة النوع لحضارات مختلفة».